# Richard Cheese and Lounge Against the Machine
Richard Cheese and Lounge Against the Machine est un cover band comique basé à Los Angeles, aux États-Unis. Le chanteur de lounge Richard Cheese reprend des chansons populaires de rock, de rap, de heavy metal et de pop, mais avec un style plus proche du swing et de la lounge music. L'humour vient du contraste entre les paroles violentes, vulgaires ou négatives des chansons, et la voix de crooner associée aux rythmes jazz. Le nom du groupe, Lounge Against the Machine, est une parodie de celui du groupe de rock Rage Against the Machine.

## Histoire
Le groupe s'est formé en 2000, et a publié sept albums. Il s'est produit dans des centaines de concerts aux États-Unis et deux en Europe. Il est également passé dans plusieurs émissions de télévisions américaines.

## Discographie
Tous les disques de Richard Cheese parodient le nom d'un album d'un autre groupe. Par exemple, Tuxicity est un mot-valise entre Toxicity, un album de System of a Down, et tuxedo, qui signifie smoking en anglais des États-Unis.
- Lounge Against the Machine (2000)
- Tuxicity (en) (2002)
- I'd Like a Virgin (en) (2004)
- Aperitif for Destruction (en) (2005)
- The Sunny Side of the Moon: The Best of Richard Cheese (2006)
- Silent Nightclub (en) (2006)
- Dick at Nite (2007)
- Viva La Vodka (2009, album live)
- Lavapalooza (2010)
- OK Bartender (en) (2010)
- Back in Black Tie (2011)